# 보이스 타운 (단체)

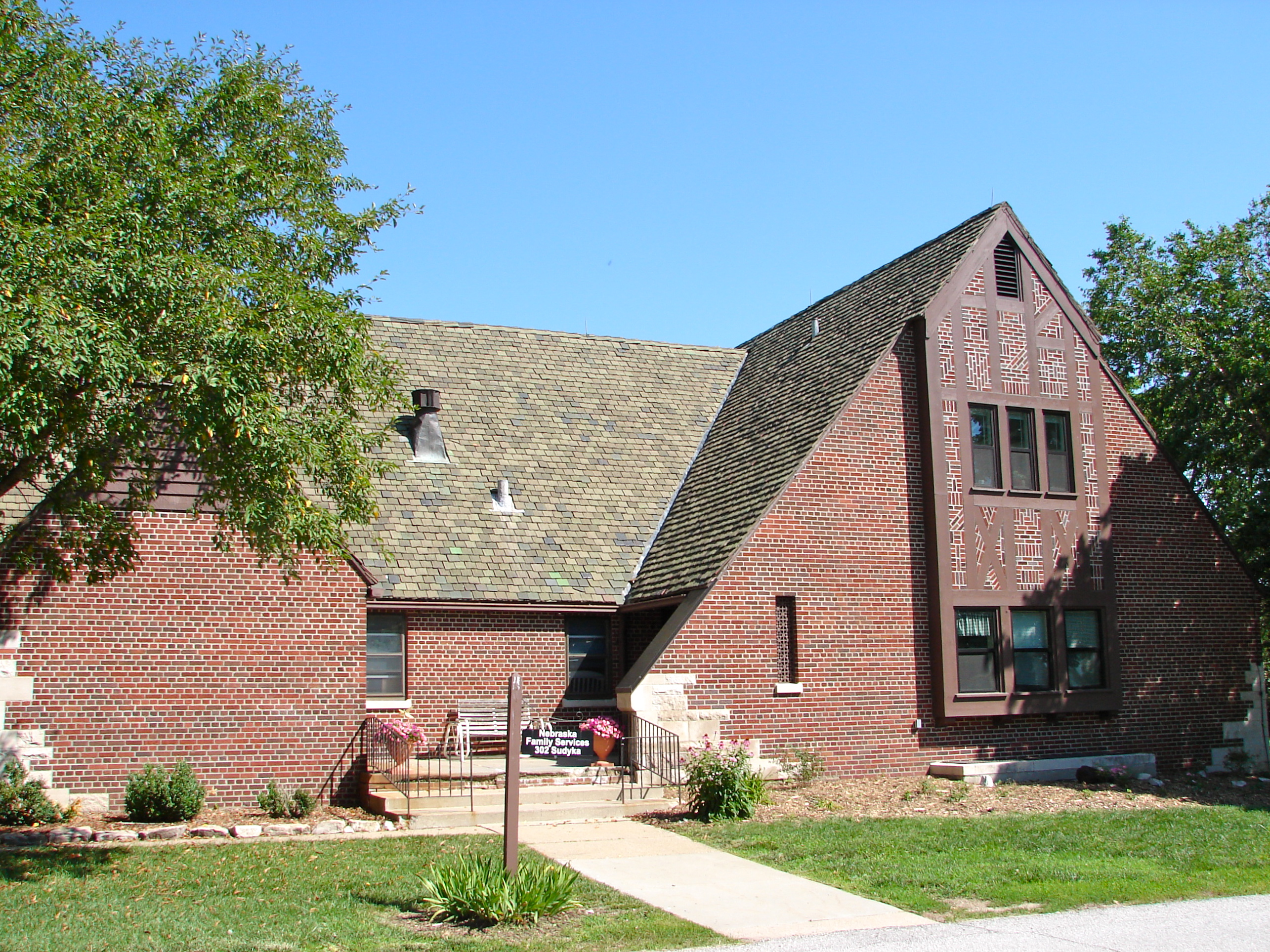
보이스 타운

보이스 타운은 에드워드 J. 플래내건이 설립한 비영리 단체이다. 미국 네브래스카주 보이스타운에 있다.